# 西迪沙米
35°40′N 0°31′W / 35.667°N 0.517°W

西迪沙米（阿拉伯语：‎），是阿爾及利亞的城鎮，位於該國西北部奧蘭省，由塞尼耶區負責管轄，面積70平方公里，2009年人口114,050，人口密度每平方公里1,641人。